# Чунчукмиль
Чунчукмиль (исп. Chunchucmil) — руины крупного города цивилизации майя, расположенные на западе современного мексиканского штата Юкатан. Город длительное время оставался неизвестным для исследователей, хотя известный путешественник и писатель Джон Ллойд Стефенс находился всего в нескольких километрах от руин во время своего исторического путешествия по полуострову Юкатан и даже встречался с владельцем близлежащего поместья. Причиной того, почему исследователи не обращали внимания на Чунчукмиль, является практически полное отсутствие сохранившихся крупных монументов (стел, скульптур и др.). Отсутствие таких памятников, возможно, говорит о том, что Чунчукмиль не был обычным городом с правителем во главе, но скорее торговым центром, перевалочным пунктом для межрегиональной торговли между побережьем Мексиканского залива и внутренней частью Юкатана.